# Никола Спиров (футболист)
Никола Спиров е футболист, вратар на Славия. Шампион и носител на купата на страната през 1928 и 1930 г. Вицешампион през 1926 и 1932 г. Играл е и за националния отбор.